# Tamaro. Pietre e angeli. Mario Botta Enzo Cucchi
Pour plus de détails, voir Fiche technique et Distribution.
Tamaro. Pierres et anges. Mario Botta Enzo Cucchi est un documentaire réalisé par Villi Hermann, présenté au Festival dei Popoli de Florence et nommé pour le Prix du cinéma suisse en 1999. En 2023, le film a été restauré en 2k ; la version restaurée a été présentée en première au Festival du film de Locarno dans la section Histoire(s) du Cinéma.

## Synopsis
Ce documentaire croise le travail de l'architecte Mario Botta et du peintre Enzo Cucchi.